# Graueria vittata
Graueria vittata е вид птица от семейство Locustellidae, единствен представител на род Graueria.

## Разпространение
Видът е разпространен в Бурунди, Демократична република Конго, Руанда и Уганда.